# Zijllaanmolen
De Zijllaanmolen is een houten achtkantige grondzeiler ten noorden van de Nederlandse plaats Leiderdorp. De molen is in 1850 gebouwd ten behoeve van de bemaling van de Zijllaan- en Meijerpolder en verving een eerdere wipmolen. De molen heeft tot 1958 dienstgedaan. In de loop der jaren is de molen ingesloten geraakt door een nieuwbouwwijk. De Zijllaanmolen, die eigendom is van de gemeente Leiderdorp, wordt bewoond en is niet te bezichtigen.